# イード (企業)
株式会社イード（英: IID, Inc.）は、東京都中野区に本社を置く日本のIT関連企業。

## 概要
RBB TODAYやResponse.をはじめとするニュースサイトの運営や、アニメ専門誌アニメディアやパズル雑誌クロスワードキングの発行を行うコンテンツマーケティングプラットフォーム事業や、リサーチソリューションとメディアコマースを提供するコンテンツマーケティングソリューション事業を主な事業としている。

## 沿革

### 旧イード
- 1990年10月 - 日産自動車が100％出資するマーケティングリサーチに基づくデザインマネジメント・コンサルティングの子会社として設立。
- 1993年7月 - 米国における調査拠点として米国法人Interface in Design, Inc.を設立。
- 1996年5月 - 株式会社リサーチネットワークを設立。
- 1999年5月 - 同じ日産自動車100％子会社である定量調査が主体の株式会社ファイナリサーチを合併。
- 2001年11月 - マネジメント・バイアウト（MBO）により日産自動車から独立。
- 2004年4月 - 株式会社リサーチネットワークを合併。
- 2005年8月 - IRI-CTを引受先とした第三者割当増資を実施。
- 2007年7月 - IRI-CTとの株式交換により、同社の完全子会社となる。

### 旧IRI-CT
- 2000年
  - 4月28日 - 株式会社インターネット総合研究所が100%出資する子会社として、株式会社アイ・アール・アイコマースアンドテクノロジー（IRI-CT）設立。
  - 12月 - 有限会社ポイントファイブコミュニケーションズより、「RBB TODAY」の営業権を取得し、運営を開始。
- 2001年6月 - 親会社の移転に伴い本店を東京都新宿区西新宿一丁目26番2号（新宿野村ビル）に移転。
- 2002年11月 - 株式会社メディアリーヴス（旧株式会社アスキー）から総合自動車ニュースサイト「オートアスキー」と燃費計測コンテンツ「e燃費」の営業権を取得し、運営を開始。
- 2003年10月 - 総合自動車ニュースサイト「オートアスキー」を「レスポンス」へ改称。
- 2005年
  - 9月 - 株式会社イードの第三者割当増資を引受け子会社化。
  - 10月 - シナジーシステムソリューションズ株式会社の営業全部を取得。
  - 11月 cbook24ドットコム株式会社の第三者割当増資を引受け子会社化。
- 2006年
  - 5月 - 株式会社デジターボのfunboo事業及び携帯電話キャリア公式サイト「プレイトイズ」を取得し、運営を開始。
  - 8月 - 株式会社ワールドフォトプレスとモノ・マガジン公式オンラインショップ「monoONLINE」の代理運営に合意し、運営を開始。
  - 10月 - インプルーブテクノロジーズ株式会社からEコマースASP事業「marble」の営業権を取得し、運営を開始。
- 2007年
  - 3月 - 個人運営のゲームコンテンツ情報サイト「Nintendo iNSIDE」の営業権を取得し、「iNSIDE」として運営を開始。
  - 7月 - 旧株式会社イードの株式を保有する株主との株式交換を実施し、同社を完全子会社化。
- 2009年
  - 1月 - 株式会社ジーデックス・ジャパンゲームよりゲーム情報提供サイト「Game*SPARK」の事業譲渡を受け、運営を開始。
  - 6月 - 本店を東京都中野区中央一丁目38番1号に移転。
  - 8月 - 「iid-CMP(iid Content Marketing Platform)」完成。「インサイド」のCMSを移行し運用開始。
- 2010年
  - 5月 - 「モノ・マガジン オンライン」の運営を終了し、モノサピエンス株式会社に店舗運営を移管。
  - 5月 - 株式会社Pegasus Partnersより病院検索サイト「MEDWEB」の営業権を取得し運営を開始。

### 新イード
- 2010年
  - 6月 - IRI-CTが100%子会社のイードを合併し、商号を「株式会社イード」に変更。
  - 10月 - 「リセマム」開設。
- 2011年
  - 1月 - 株式会社ファインドスターよりEC・通販事業ニュースサイト「Findstar ECサポーター」の事業を取得し、「ECサポーター」として運営を開始。
  - 8月 - バリオセキュア・ネットワークス株式会社より株式会社ネットセキュリティ総合研究所の株式取得し完全子会社とする。
  - 9月 - iid-CMPのシステム基盤として、IPv6に対応したプライベートクラウドを構築し運用を開始。
- 2012年
  - 1月 - 株式会社アニメアニメジャパンからアニメ情報サイト「アニメ！アニメ！」「アニメ！アニメ！ビズ」事業を取得。
  - 2月 - 株式会社メーヴェより日本最大のゲームブログランキングサイト「ゲームブログランキング」の営業権を取得し運営を開始
  - 4月 - 子会社の株式会社ネットセキュリティ総合研究所から「ScanNetSecurity」事業を譲受。
  - 6月 - イベント総合メディア「ExpoTODAY」（エキスポトゥデイ）を開設。
  - 10月 - 株式会社カフェグルーヴより「cinemacafe.net」（シネマカフェ）事業を取得。
  - 11月 - 株式会社オールアバウトより株式会社オールアバウトエンファクトリー(現・株式会社エンファクトリー)の株式を譲り受けて子会社化。
  - 12月 - 株式会社三越伊勢丹ホールディングスと株式会社ファッションヘッドラインを共同で設立し、ファッション総合ニュースサイト「FASHION HEADLINE」の運営を開始。
  - 12月 - 株式会社ファッションヘッドラインと共同でファッション総合ニュースサイト「FASHION HEADLINE」の運営開始。
- 2013年
  - 2月 - 塾・予備校検索サイト「塾探し.com」を開設。
  - 4月 - ドコモ・イノベーションファンドがイードに資本参加。
  - 5月 - 株式会社マイナビがイードに資本参加。
  - 5月 - エキサイト株式会社がイードに資本参加。
  - 6月 - 株式会社ウィルゲートから「保険ゲート」事業を譲受。
- 2014年
  - 1月 - 株式会社プロトコーポレーションから自転車メディア「Goo Cycle（グーサイクル）」の営業権を取得し、「サイクルスタイル」として運営を開始。
  - 2月 - 本店を東京都新宿区西新宿二丁目6番1号（新宿住友ビル）に移転するとともに、社名ロゴを変更。
  - 2月 - 株式会社博報堂DYメディアパートナーズがイードに資本参加。
  - 4月 - インフォレストパブリッシング株式会社のパズル事業の営業権を取得し、パズル雑誌8誌の発行を開始[4]。
  - 5月 - 株式会社プロトコーポレーションからアフィリエイト広告サイト「チャレンジング・ジャパン」の営業権を取得し運営を開始。
  - 6月 - 出版事業を行う株式会社泰文堂の株式70％を取得し子会社化。
  - 6月 - 電通デジタル・ホールディングスが運用する電通デジタル・ファンドがイードに出資。
  - 7月 - 株式会社プロトコーポレーションから韓流エンタメ情報サイト「韓流エンターテインメント」の営業権を取得し運営を開始。
  - 11月 - 株式会社サンゼロミニッツからタウン情報サービス「30min.（サンゼロミニッツ）」の営業権を取得し運営を開始。
- 2015年
  - 3月 - 東京証券取引所マザーズに上場。
  - 5月 - 株式会社インプレスから「東京IT新聞」の事業を取得。
  - 5月 - 株式会社マイナビへ出資。
  - 5月 - 株式会社絵本ナビの株式を50.1％取得し子会社化。
  - 7月 - 電通との共同運営で中小企業向けビジネス情報プラットフォーム「HANJO HANJO」を始動。
  - 7月 - AOI Pro.グループのビジネス・アーキテクツと、コンテンツマーケティングプラットフォームサイト「マネーゴーランド」を始動。
  - 8月 - 島根県松江市に開発拠点「松江ブランチ」を開設。
- 2016年
  - 1月 - EC事業を運営する株式会社ドリームリンクの全株式を取得し子会社化。
  - 5月30日 - 株式会社ディノス・セシールとの包括的業務提携に合意し、「保険ゲート」事業を譲渡。
  - 5月 - 株式会社ソニー・ミュージックエンタテインメントと資本業務提携。同社の100%子会社である株式会社エムオン・エンタテインメントとの合弁会社「株式会社Kiraramedia」の設立を発表。
  - 6月 - 株式会社ニュース・サービス・センターから「News Cafe」の事業を取得。エンターテインメント関連のスクープ情報メディア「Spyder7」を開設。「日本自動車ユーザー研究所」（JACRI）設立。株式会社ジェイシーレゾナンスとの共同運営で自動車修理・メンテナンス情報メディア「CAR CARE PLUS」を開設[5]。
  - 8月 - レイ・フロンティア株式会社の第三者割当増資の引き受けにより資本業務提携し、モビリティ向けAIエンジン「モビリティ・フロンティア」を共同開発。
- 2017年
  - 1月 - 株式会社ピースオブケイク（現：note株式会社）の第三者割当増資の引き受けにより資本業務提携
  - 7月 - 地域創生支援事業および共創型地域メディアの開発・運営事業を行うネイティブ株式会社を連結子会社化[6]。
  - 8月 - 自動車特化型アクセラレーター「iid 5G Mobility」を開始
  - 10月 - ディスカバリーチャンネルと提携しデジタルメディア版「ディスカバリーチャンネル」の立ち上げと運営に協力。
  - 12月 - 株式会社バリューメディアより「マネーの達人」の事業を取得し、運営開始。

- 2018年
  - 5月 - studio Usagi株式会社より「coco」の営業権を取得し運営を開始
  - 5月 - メディアにおけるバーチャルYouTuberの活用とマーケティング支援をスタート[7]、バーチャルYouTuberとして当社が運営するゲーム情報サイト「インサイド」のイメージキャラクターである「インサイドちゃん」をデビュー
  - 10月 - 「ふるさと納税の達人」の運営を開始
- 2019年
  - 1月 - 株式会社Emooveより「SeeingJapan」の事業を取得し運営を開始
  - 2月 - 「Media Innovation」を開設
  - 5月 - キャンピングカー株式会社の第三者割当増資の引き受けによりモビリティ分野で資本業務提携。SODA株式会社の株式取得により資本参加。株式会社スマートメディアより、「マナラボ」の営業権を取得し運営を開始
  - 7月 - 日本企業を対象としたオフショア開発としてカンボジアに拠点を置くBENITEN社に戦略投資。子会社・株式会社ドリームリンクが、株式会社ネットショップ総研の全株式を取得し子会社化。
  - 8月 - 第三者割当による自己株式処分により、株式会社ティーガイア及び株式会社ポプラ社と資本業務提携
  - 10月 - 株式会社富士山マガジンサービスと雑誌ブランドを活用した通販を行う合弁会社「株式会社イデア」を設立
  - 12月 - 株式会社HITより「めしレポ」の営業権を取得し運営を開始。IdeaLink株式会社より不動産投資に関する3メディアの事業を取得し運営を開始
- 2020年
  - 1月 - 子会社・株式会社ドリームリンクが株式会社ネットショップ総研を吸収合併し、新社名を株式会社ネットショップ総研とする
  - 2月 - 株式会社学研プラス（現・Gakken）より、「アニメディア」などのアニメ関連事業を取得[8]。「アニメディア」「声優アニメディア」「メガミマガジン」や不定期のムック発行事業、ウェブメディアの「超！アニメディア」の事業を継承。なお、発売は引き続き学研プラスが行う。「REANIMAL」（リアニマル）の運営を開始
  - 4月 - 「リシード（ReseEd）」の運営を開始。メディア運営者向け情報サイト「Media Innovation」で有料サブスクリプションサービスを開始
  - 6月 - 株式会社メルカリより、マイケル株式会社の全株式を取得し子会社化。「婚活ナビ＋」の営業権を取得し運営を開始
  - 11月 - Fintech×SaaS プラットフォーム「enpay」を提供する株式会社エンペイとJ-KISS型新株予約権による投資実行・業務提携
  - 12月 -子会社・株式会社絵本ナビの株式譲渡により持分法適用関連会社化

- 2021年
  - 1月 - 本店を新宿住友ビルから中野区のハーモニータワーに移転[9]。
  - 2月 - モビリティ・スマートシティビジネスの会員制新メディア　「mirai.Response」の運営を開始
  - 3月 - 株式会社ブリスラボより、食事宅配・食材宅配の情報メディア「デリ食ナビ」「食事宅配ライフ」の営業権を取得し運営を開始
  - 7月 - NHN JAPAN株式会社より、NHN SAVAWAY株式会社（現：SAVAWAY株式会社）の全株式を取得し、子会社化
  - 8月 - シャープマーケティングジャパン株式会社と連携し、全国のコンビニエンスストアに設置されているシャープ製マルチコピー機で、多彩なコンテンツをプリントできる「エンタメプリント」のサービスを開始[10]
  - 10月 - 進学相談イベントを展開する株式会社リンクを子会社化
  - 11月 - 株式会社H2Oソリューションズより、「ミズマガ」の営業権を取得し運営開始
- 2022年
  - 1月 - FXトレーダーのためのソフトウェア販売代理事業を取得し、「FOREX TESTER」の正規日本代理店として運営開始。サイバーセキュリティを中心としたソフトウェア開発・販売を行う株式会社ティエスエスリンクとWebマーケティングで業務提携
  - 2月 - リカー・イノベーション株式会社より、お酒の専門メディア「nomooo」の営業権を取得し運営を開始
  - 4月 - 東京証券取引所の市場区分の見直しによりマザーズ市場からグロース市場へ移行
  - 5月 - 株式会社テクノコアへ戦略投資、テクノロジーメディア「テクノエッジ（TechnoEdge）」を共同で開設
  - 7月 - 教職員など教育関係者を対象に提供する教育業界向け情報サイト「リシード（ReseEd）」サービスの提供を開始。G2株式会社より、高級ギフト・美術品通販サイト「JTOPIA」の営業権を取得し運営を開始
  - 8月 - シバタナオキ⽒より、ビジネスパーソン向けのメディア「決算が読めるようになるノート」「Web3事例データベース」「KPIデータベース」の営業権を取得し運営開始
  - 9月 - 映像業界に特化したビジネスメディア「Branc（ブラン）」を開設
  - 11月 - 自動車の衝突・安全およびデータセンター領域でサービスを提供するエフ・アイ・ティー・パシフィック株式会社の発行済株式の70.7%を取得し、子会社化。株式会社UOCCより、⼥性向け総合メディア「Spicomi（スピコミ）」の営業権を取得し運営を開始
- 2023年
  - 3月 - 株式会社カブスルとの株式交換・合併により「庶民のIPO」など複数の金融・投資関連メディアの運営を開始
  - 10月 - 映画メディア「シネマトゥデイ」を運営する株式会社シネマトゥデイとの間で戦略的資本業務提携を締結[11]
- 2024年
  - 2月 - 専門家や先輩保護者などの相談員（講師）と、子育て中の保護者などの相談者（受講者）をオンラインでマッチングする有料サービス「リセマム相談online」を開設
  - 2月 - 子会社・株式会社ネットショップ総研が、有限会社ラウンドフラットの全株式を取得し子会社化
  - 5月 - 「暮らし」を提案する情報メディア「LiPro（ライプロ）」をオープン。漫画情報と電子書籍の配信作品を紹介する電子コミックの情報サイト「エンタメフリーBB」の運営を開始。Riot Games, Inc.（米国）の日本法人である合同会社ライアットゲームズと共同で、ニュースメディア「FISTBUMP（フィストバンプ）」を開設
  - 6月 - エフ・アイ・ティー・パシフィック株式会社を完全子会社化
  - 9月 - 「エンタメプリント」の新コンテンツとして、PCゲームの配信プラットフォーム「Steam」のアクティベーションコード付きのブロマイドを販売する「ゲムマイド」のサービスを開始
- 2025年
  - 1月 - 子会社・株式会社ネットショップ総研が、有限会社ラウンドフラットを吸収合併
  - 2月 - 自社バーティカ ルメディアを活用したPR活動支援サービス「PR Deeper（ピーアール ディーパー）」を提供開始
  - 3月 - シニア世代を対象とした情報サイト「マネーの達人シニア」をオープン
  - 6月 - バリュートープ株式会社が実施した第三者割当増資 を、独立系ベンチャーキャピタル i-nest capital 株式会社ととも に引き受け、資本業務提携契約を締結
  - 7月 - 子会社・マイケル株式会社を吸収合併
  - 7月 - 株式会社エディトの発行済株式の55.8%を取得し、子会社化

## 事業

### メディア事業
- RBB TODAY - IT・ビジネスニュース
- RBB SPEED TEST - ブロードバンド通信速度測定サイト
- ScanNetSecurity - 情報セキュリティ専門サイト
- News Cafe - ニュース及び生活情報ポータルサイト
- 自動車・自転車関連
  - Response. - 総合自動車ニュースサイト
  - e燃費 - 燃費管理・ガソリン価格情報
  - Push on! Mycar-life - カーオーディオ情報
  - CAR CARE PLUS - 自動車修理・メンテナンス情報
  - サイクル - 自転車情報
- ゲーム関連
  - インサイド - 総合ゲーム情報
  - Gamebusiness.jp - ゲームビジネス情報
  - Game*Spark - ゲーム情報（国内・海外）
- エンターテインメント関連
  - アニメ！アニメ！ - 総合アニメニュース
  - アニメ！アニメ！VOD比較 - 動画配信サービス比較・まとめサイト
  - 超！ アニメディア - アニメ雑誌『アニメディア』とその姉妹誌のポータル
  - Spyder7 - スクープ情報
  - CinemaCafé.net - 映画・セレブ最新情報
  - 韓流エンターテインメント - 韓流エンタメ最新情報
  - coco - 映画レビューサイト
  - インサイドVOD - 動画配信サービス比較・まとめサイト
  - エンタメフリーBB - 漫画や動画を無料紹介するサブスクまとめサイト
- リセマム - 教育・受験・子育て情報
- ダイエットクラブ - ダイエットSNS
- チャレンジングジャパン - アフィリエイトサービスプロバイダ
- サンゼロミニッツ - タウン情報
- playtoys - モバイルコンテンツ
- マネーの達人 - お金に関する情報
- Media Innovation - デジタルメディア業界紙
- Seeing Japan - 訪日外国人向け観光情報サイト
- 英語ハック - 英語から暮らしを豊かにするメディア
- マナラボ - 転職のプロが教える仕事・敬語サイト
- めしレポ - おすすめグルメ紹介サイト
- 筋トレクラブ - 日本最大級の筋トレ情報メディア
- 芝生の手入れ.com - 芝生に関する情報サイト
- ビッドナウ - 中古車車買取・車購入の情報メディア
- 婚活ナビ+ - 婚活情報や婚活のノウハウ情報サイト
- ReseEd - 教育業界向けニュースサイト
- REANIMAL - 動物・ペット情報サイト
- 斜め上からこんにちは - 芸能人・有名人を応援するメディア
- 在庫ナウ - 品薄商品の在庫速報サイト
- Marriage Consultant - 婚活を応援するメディア
- ZOS ASP - ライフスタイル特化型ASP
- 食事宅配ライフ - 食事宅配生活提案サイト
- デリ食ナビ - 食事・食材宅配のおすすめ紹介サイト
- グッドスクール - 趣味・資格・習い事のレッスン教室探し
- グッドスクールマガジン - 習い事・趣味・資格の情報サイト
- エンタマトメ - 映画・アニメのまとめサイト
- ミズマガ - ウォーターサーバー比較情報メディア
- nomooo - お酒の専⾨メディア
- JTOPIA - 有田焼高級ギフト通販サイト
- Branc - 映像業界向けビジネスメディア
- Spicomi（スピコミ） - 女性向け総合メディア
- カブスル - 株式投資を勉強できる株の入門サイト
- 庶民のIPO
- ゆうかぶ
- ママ株
- トチクモ - 不動産クラウドファンディングの比較サイト
- グッドスクール - 資格取得情報サイト
- WEB CODE - WEBサイト運営情報

#### アニメ・声優雑誌
以下のイード発行雑誌の発売元はGakken
- アニメディア
- メガミマガジン

### リサーチ事業
マーケティングリサーチ事業を行うほか、以下のウェブサイト等を運営している。
- anpara - インターネットアンケートサイト
- U-Site - 市場調査・ユーザビリティ調査関連情報
- InterfaceASIA - 欧米クライアント向け調査事業
- 日本自動車ユーザー研究所[12]

### メディアコマース事業
- アプリケーションサービスプロバイダ（ASP）の「marbleASP ECサービス」を運営している[13]。

## グループ会社
- 株式会社エンファクトリー（78.8%） - オンラインショッピング事業、専門家マッチング事業。
- 株式会社ネットショップ総研（90.0%） - EC運営支援
- SAVAWAY株式会社（100%） - ECショップの管理システム「TEMPOSTAR」の提供
- エフ・アイ・ティー・パシフィック株式会社  - 車両衝突実験関連事業、ケーブル＆ファシリティマネジメント事業
- 株式会社リンク（100%） - 私立小学校・中学校・高等学校の合同相談会の企画・運営、「進学相談.com」の運営、フリーペーパー「フレヴァン」の企画・編集・発行
- 株式会社エディト（55.8%） - 出版物・印刷物の企画・制作、新聞・雑誌広告の企画・制作、広告代理業務、イベントの企画・運営など
- 株式会社絵本ナビ（26.4%） - 絵本の情報・通販サイト「絵本ナビ」の運営
- SODA株式会社（35.1%） - オウンドメディア向けCMS「CREAM」の提供、暮らしのお悩み解決サイト「タスクル」の運営